# Гильом де Блуа-Шатильон
Гильом де Блуа-Шатильон, Гильом Бретонец (Guillaume de Châtillon-Blois dit de Bretagne) (ок. 1405 — 1455) — граф Перигора и Пентьевра, виконт Лиможа, сеньор де Пэизак (с 1453).

## Биография
Младший сын Жана I де Шатильона (1345—1404) и Маргариты де Клиссон. 
С детских лет предназначался к духовной карьере. Посещал лекции Анжерского университета. Велись переговоры о назначении его епископом Ванна или Сен-Бриё (несмотря на юный возраст).
После неудачного заговора Маргариты де Клиссон и её старших сыновей против герцога Бретани Жана V они были приговорены к конфискации всех бретонских владений. Кроме того, Гильом де Блуа-Шатильон был взят в заложники и провёл 28 лет (1420—1448) в замках Нанта, Ванна и других.
В 1448 году герцог Франциск I помирился с Блуа-Шатильонами, и Гильом был освобождён.
Был женат на Изабелле, дочери Бертрана V де Ла Тур д’Овернь. Их дочь Франсуаза де Шатильон унаследовала все его владения.